# Industrielle Beziehungen – Zeitschrift für Arbeit, Organisation und Management
Industrielle Beziehungen – Zeitschrift für Arbeit, Organisation und Management (englisch: The German Journal of Industrial Relations) ist eine interdisziplinäre wissenschaftliche Fachzeitschrift.
Die Zeitschrift erscheint (vierteljährlich): von 1994 bis 2016 im Rainer Hampp Verlag in Mering, von 2017 bis 2022 im Verlag Barbara Budrich in Leverkusen-Opladen und seit 2023 im Nomos Verlag in Baden-Baden. Die Artikel (qualitativ, quantitativ, theoretisch) unterliegen einem Peer-Review.
Gegründet wurden die Industriellen Beziehungen von David Marsden, Walther Müller-Jentsch, Dieter Sadowski, Jörg Sydow, Franz Traxler und Hansjörg Weitbrecht. Ihnen nachfolgende Herausgeber waren Dorothea Alewell, Ingrid Artus, Martin Behrens, Berndt Keller, Britta Rehder und Carsten Wirth.
Gegenwärtige Herausgeber sind Markus Hertwig, Stefan Kirchner, Wenzel Matiaske, Werner Nienhüser, Susanne Pernicka, Sophie Rosenbohm, Martin Schneider und Stefan Süß.
In einer Anzeige des früheren Rainer Hampp Verlags wurde der Themenbereich der Zeitschrift wie folgt umschrieben:
- „Industrielle Beziehungen sind jene Netzwerke, Institutionen und Systeme, in die die verschiedenen Akteure der Arbeitswelt eingebunden sind und mit denen sie ihre wirtschaftlichen Austauschverhältnisse und sozialen Konfliktbeziehungen faktisch gestalten und normativ regeln. Es reicht heute nicht mehr aus, diese Akteure mit dem traditionellen dichotomischen Modell von Kapital und Arbeit zu beschreiben; ihre mannigfache Ausdifferenzierung in Rollen, Koalitionen und Organisationen sowie ihre zunehmende Interdependenz machen komplexere Analysekonzepte erforderlich.“[2]

Zum 20-jährigen Bestehen erschien ein Themenheft (Heft 4, Jahrgang 20/2013) mit bilanzierenden Beiträgen über das von der Zeitschrift abgedeckte Themenspektrum.